# Tommy Sugiarto
Tommy Sugiarto (* 31. Mai 1988 in Jakarta) ist ein indonesischer Badmintonspieler. Er ist der Sohn von Icuk Sugiarto, der ebenfalls ein erfolgreicher Badmintonspieler war.

## Karriere
Tommy Sugiarto wurde schon als Junior Dritter im Herrendoppel bei den India Open 2004. Zwei Jahre später erkämpfte er sich Silber bei der Juniorenweltmeisterschaft. Bei der Universiade 2007 wurde er Fünfter im Einzel und Dritter mit dem indonesischen Herrenteam. 2008 gewann er Silber mit dem Team von Jakarta bei den nationalen Spielen. 2010 konnte er Silber bei der Welthochschulmeisterschaft und Gold bei den Bahrain International erringen.

## Sportliche Erfolge
| Saison | Veranstaltung                  | Disziplin    | Platz           | Name                          |
| ------ | ------------------------------ | ------------ | --------------- | ----------------------------- |
| 2004   | India Open                     | Herrendoppel | 3               | Tommy Sugiarto / Achmad Rivai |
| 2006   | Juniorenweltmeisterschaft      | Herreneinzel | 2               | Tommy Sugiarto                |
| 2007   | Universiade                    | Herreneinzel | 5               | Tommy Sugiarto                |
| 2007   | Universiade                    | Herrenteam   | 3               | Indonesien                    |
| 2008   | Pekan Olahraga Nasional        | Herreneinzel | 5               | Tommy Sugiarto                |
| 2008   | Pekan Olahraga Nasional        | Herrenteam   | 2               | Jakarta                       |
| 2010   | Welthochschulmeisterschaft     | Herreneinzel | 2               | Tommy Sugiarto                |
| 2010   | Bahrain International          | Herreneinzel | 1               | Tommy Sugiarto                |
| 2010   | Laos International             | Herreneinzel | 1               | Tommy Sugiarto                |
| 2011   | Indonesia International        | Herreneinzel | 1               | Tommy Sugiarto                |
| 2012   | Indonesia Open Grand Prix Gold | Herreneinzel | Viertelfinalist | Tommy Sugiarto                |
| 2012   | Hong Kong Open Super Series    | Herreneinzel | Halbfinalist    | Tommy Sugiarto                |
| 2012   | India Open Grand Prix Gold     | Herreneinzel | Halbfinalist    | Tommy Sugiarto                |
| 2013   | German Open                    | Herreneinzel | 2               | Tommy Sugiarto                |
| 2013   | All England Super Series       | Herreneinzel | Viertelfinalist | Tommy Sugiarto                |
| 2013   | Indonesia Open Super Series    | Herreneinzel | Halbfinalist    | Tommy Sugiarto                |
| 2013   | Singapur Open Super Series     | Herreneinzel | 1               | Tommy Sugiarto                |